# Megaphrynium gabonense
Megaphrynium gabonense är en strimbladsväxtart som beskrevs av Jean Koechlin. Megaphrynium gabonense ingår i släktet Megaphrynium och familjen strimbladsväxter.
Artens utbredningsområde är Gabon. Inga underarter finns listade.